# Onans
Onans ist eine französische Gemeinde mit 366 Einwohnern (Stand: 1. Januar 2022) im Département Doubs in der Region Bourgogne-Franche-Comté.

## Geographie
Onans liegt auf 363 m, sieben Kilometer nordnordöstlich von L’Isle-sur-le-Doubs und etwa 14 Kilometer westlich der Stadt Montbéliard (Luftlinie). Das Dorf erstreckt sich im Tal des Ruisseau d’Onans in der Hügellandschaft nördlich des Doubstals, am Ostfuß des Mont de Pierre Trouée.
Die Fläche des 14,21 km² großen Gemeindegebiets umfasst einen Abschnitt der Hügellandschaft nördlich des Doubstals. Das Gebiet wird von Norden nach Süden von der Talmulde des Ruisseau d’Onans durchquert. Südlich des Dorfes versickert der Bach. Flankiert wird diese Talmulde im Westen vom Höhenrücken des Mont de Pierre Trouée (469 m). Weiter nach Südwesten reicht der Gemeindeboden über das Becken von Geney bis auf den Mont du Bois des Roches (463 m) und den Mont de Bellevoie (459 m). Östlich von Onans erstreckt sich das Gemeindeareal auf die Hochflächen von Bois de la Craie, Bois des Tronchots, La Broche und Les Chauselles. Hier wird mit 481 m die höchste Erhebung von Onans erreicht. Das ganze Areal zeigt ein lockeres Gefüge von Acker- und Wiesland sowie Wald. Mit Ausnahme des Ruisseau d’Onans gibt es kein oberirdisches Fließgewässer, weil das Niederschlagswasser im verkarsteten Untergrund der Kalkhochflächen versickert.
Nachbargemeinden von Onans sind Marvelise und Gémonval im Norden, Arcey, Montenois und Faimbe im Osten, Médière und Étrappe im Süden,  Geney im Westen sowie Belles-Fontaines im Nordwesten.

## Geschichte
Eine Kirche zu Onans wird bereits im Jahr 1199 urkundlich erwähnt. Im Mittelalter gehörte Onans zur Herrschaft Granges, die im 14. Jahrhundert unter die Oberhoheit der Grafen von Montbéliard kam. Zusammen mit der Franche-Comté gelangte das Dorf mit dem Frieden von Nimwegen 1678 an Frankreich. Heute ist Onans Teil des Gemeindeverbandes Deux Vallées Vertes.

## Sehenswürdigkeiten
Die heutige Dorfkirche Saint-Martin in Onans wurde im 18. Jahrhundert erbaut.
|  |  |

## Bevölkerung
| Jahr                       | 1962 | 1968 | 1975 | 1982 | 1990 | 1999 | 2006 | 2018 |
| Einwohner                  | 261  | 235  | 246  | 288  | 358  | 342  | 359  | 344  |
| Quellen: Cassini und INSEE |      |      |      |      |      |      |      |      |

Mit 366 Einwohnern (Stand 1. Januar 2022) gehört Onans zu den kleinen Gemeinden des Départements Doubs. Nachdem die Einwohnerzahl in der ersten Hälfte des 20. Jahrhunderts deutlich abgenommen hatte (1886 wurden noch 437 Personen gezählt), wurde seit Mitte der 1970er Jahre wieder ein Bevölkerungswachstum verzeichnet.

## Wirtschaft und Infrastruktur
Onans war bis weit ins 20. Jahrhundert hinein ein vorwiegend durch die Landwirtschaft (Ackerbau, Obstbau und Viehzucht) und die Forstwirtschaft geprägtes Dorf. Daneben gibt es heute einige Betriebe des lokalen Kleingewerbes. Mittlerweile hat sich das Dorf auch zu einer Wohngemeinde gewandelt. Viele Erwerbstätige sind deshalb Wegpendler, die in den größeren Ortschaften der Umgebung ihrer Arbeit nachgehen.
Die Ortschaft liegt abseits der größeren Durchgangsstraßen an einer Departementsstraße, die von Longevelle-sur-Doubs nach Crevans führt. Der nächste Anschluss an die Autobahn A36 befindet sich in einer Entfernung von ungefähr 15 Kilometern. Weitere Straßenverbindungen bestehen mit Geney und Arcey.